# El Chante
El Chante es una localidad mexicana situada en el estado de Jalisco, dentro del municipio de Autlán de Navarro.

## Geografía
La localidad de El Chante se ubica en el sureste del municipio de Autlán de Navarro, cercana al límite municipal con El Grullo. Se encuentra a una altura media de 903 m s. n. m. y cubre un área de 0.890 km².

### Clima
El clima predominante en El Chante es el cálido subhúmedo con lluvias en verano. Tiene una temperatura media anual de 22.1 °C y una precipitación media anual de 872.4 mm.
| Parámetros climáticos promedio de El Chante | Parámetros climáticos promedio de El Chante | Parámetros climáticos promedio de El Chante | Parámetros climáticos promedio de El Chante | Parámetros climáticos promedio de El Chante | Parámetros climáticos promedio de El Chante | Parámetros climáticos promedio de El Chante | Parámetros climáticos promedio de El Chante | Parámetros climáticos promedio de El Chante | Parámetros climáticos promedio de El Chante | Parámetros climáticos promedio de El Chante | Parámetros climáticos promedio de El Chante | Parámetros climáticos promedio de El Chante | Parámetros climáticos promedio de El Chante |
| Mes                                         | Ene.                                        | Feb.                                        | Mar.                                        | Abr.                                        | May.                                        | Jun.                                        | Jul.                                        | Ago.                                        | Sep.                                        | Oct.                                        | Nov.                                        | Dic.                                        | Anual                                       |
| ------------------------------------------- | ------------------------------------------- | ------------------------------------------- | ------------------------------------------- | ------------------------------------------- | ------------------------------------------- | ------------------------------------------- | ------------------------------------------- | ------------------------------------------- | ------------------------------------------- | ------------------------------------------- | ------------------------------------------- | ------------------------------------------- | ------------------------------------------- |
| Temp. máx. abs. (°C)                        | 38.5                                        | 39.0                                        | 40.0                                        | 41.0                                        | 40.5                                        | 39.0                                        | 39.0                                        | 37.5                                        | 37.0                                        | 37.0                                        | 37.0                                        | 37.0                                        | 41.0                                        |
| Temp. máx. media (°C)                       | 28.7                                        | 29.9                                        | 31.6                                        | 33.4                                        | 34.1                                        | 33.3                                        | 32.2                                        | 32.2                                        | 31.8                                        | 31.0                                        | 29.8                                        | 29.0                                        | 31.4                                        |
| Temp. media (°C)                            | 18.4                                        | 19.4                                        | 20.7                                        | 22.6                                        | 24.0                                        | 24.5                                        | 24.4                                        | 24.4                                        | 24.2                                        | 22.9                                        | 20.8                                        | 19.1                                        | 22.1                                        |
| Temp. mín. media (°C)                       | 8.1                                         | 8.8                                         | 9.8                                         | 11.7                                        | 13.9                                        | 15.7                                        | 16.6                                        | 16.5                                        | 16.6                                        | 14.9                                        | 11.7                                        | 9.1                                         | 12.8                                        |
| Temp. mín. abs. (°C)                        | 1.0                                         | 3.0                                         | 5.0                                         | 1.0                                         | 8.0                                         | 5.0                                         | 8.0                                         | 10.0                                        | 10.0                                        | 8.0                                         | 4.0                                         | 3.0                                         | 1.0                                         |
| Precipitación total (mm)                    | 26.9                                        | 7.0                                         | 3.2                                         | 1.8                                         | 21.2                                        | 163.5                                       | 203.8                                       | 200.5                                       | 163.8                                       | 53.7                                        | 21.1                                        | 5.9                                         | 872.4                                       |
| Días de precipitaciones (≥ 1 mm)            | 1.6                                         | 0.7                                         | 0.2                                         | 0.3                                         | 1.6                                         | 12.4                                        | 17.1                                        | 16.7                                        | 13.6                                        | 5.0                                         | 1.9                                         | 1.0                                         | 72.1                                        |
| Fuente: Servicio Meteorológico Nacional.    |                                             |                                             |                                             |                                             |                                             |                                             |                                             |                                             |                                             |                                             |                                             |                                             |                                             |

## Demografía
De acuerdo con el censo realizado en 2020 por el Instituto Nacional de Estadística y Geografía (INEGI), en El Chante había un total de 1871 habitantes, de los que 944 eran hombres y 927, mujeres.
| Gráfica de evolución demográfica de El Chante entre 1930 y 2020 |
|                                                                 |
| Fuente: Instituto Nacional de Estadística y Geografía.          |